# Minorité maronite d'Israël
La minorité maronite d’Israel (الموارنة في إسرائيل; מארונים) est à la fois ethnique et religieuse ; elle est nommée d’après l’Église maronite, historiquement implantée au Liban. Ils tirent leurs noms de saint Maron, ermite syriaque, dont les disciples s’installèrent sur le mont Liban. Encore aujourd’hui, la plupart des maronites vivent au Liban. En Israël, les Maronites sont installés autour de Jish, Haïfa et Nazareth ; parmi eux, se trouvent les familles des membres de l’armée du Liban sud, milice maronite patriote, réfugiée en Israël en avril-mai 2000 pour s'échapper du danger islamiste chiite et palestinien. De ces 7 000 immigrés, environ 2 700 sont restés en Israël, les autres ayant migré ailleurs ou étant retournés au Liban.
Depuis 2014, les Maronites d’Israël peuvent se faire enregistrer ethniquement comme Araméens.

## Histoire

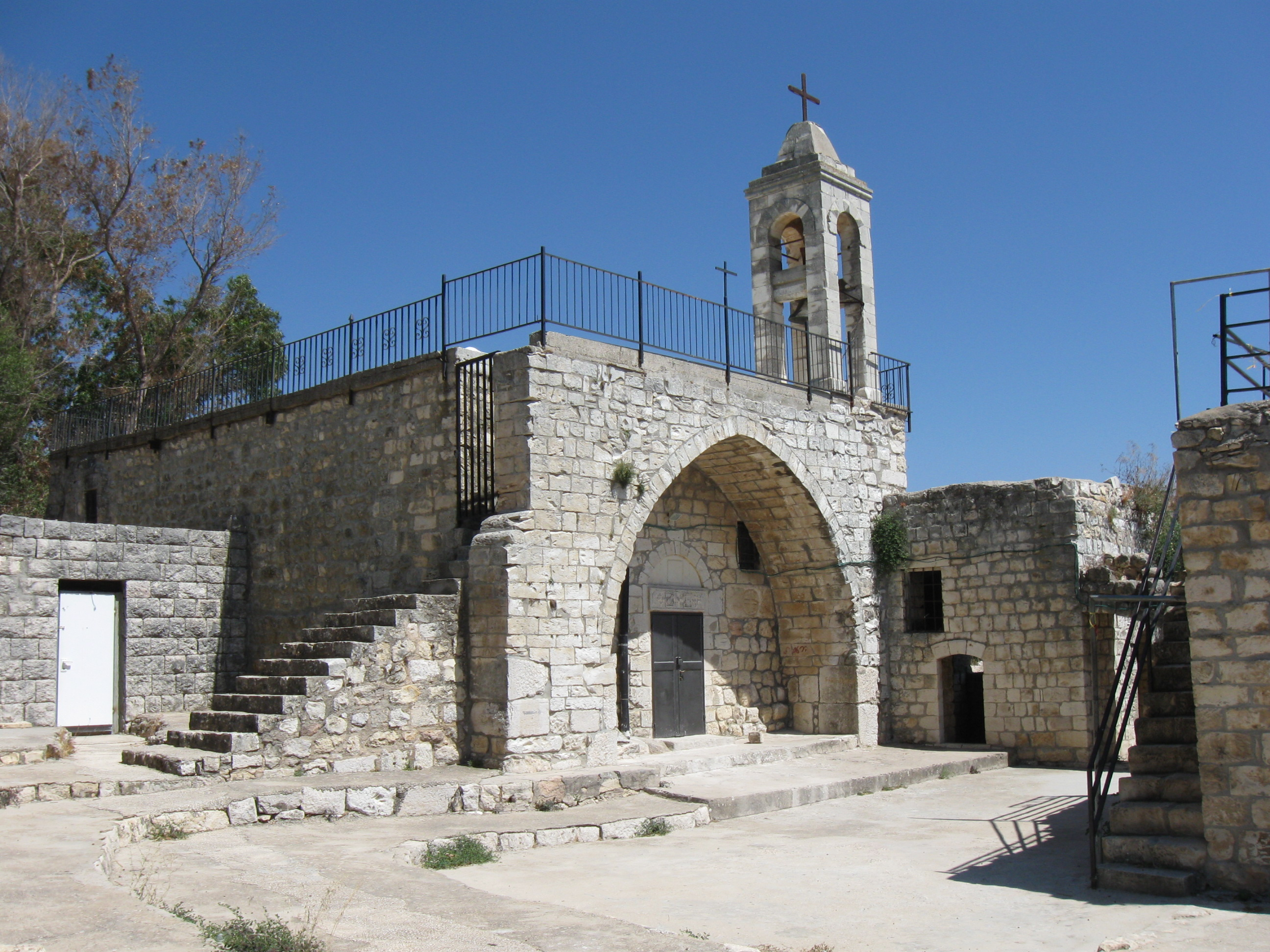
Église de Kafr Bir'im.

La communauté maronite de haute Galilée remonte au XVIIIe siècle ; elle est historiquement concentrée autour des villages de Kafr Bir'im et de Jish. Après la guerre israélo-arabe de 1948-1949, les forces de défense israéliennes (FDI) ordonne aux habitants de Kafr Bir'im d’« évacuer temporairement » le village, à cause de sa proximité avec la frontière du Liban. Depuis, il leur a toujours été interdit de revenir dans leurs maisons (malgré un projet de loi de 1993). Ces habitants spoliés de leur village ont fini par s’installer dans des villages voisins, principalement à Jish et Rameh,, à peu près vidés eux aussi de leur population, arabe musulmane. Les maronites sont environ 55 % à Jish (contre 10% de chrétiens melkites et 35% de musulmans sunnites,,).
La population maronite d’Israël s’est fortement accrue au début des années 2000, avec la fuite de 2000 hommes de l’armée du Liban sud et de leurs familles, suivant le retrait de l’armée israélienne du Sud-Liban. Ces résistants et leurs familles, la plupart maronites libanais, se sont réfugiés en Galilée en avril-mai 2000. Alors que plusieurs milliers de ces maronites ont émigré en France, au Canada, aux USA et en Amérique du sud, d’autres sont restés en Israël. La plupart des maronites vivent à Haïfa, Jish, Nazareth, Isfiya, Acre, Maker et Jaffa,. En 2021, il y avait 3500 Libanais en Israël, principalement à Nahariya, Kiryat Shmona, Tibériade, Ma'alot et Haïfa. Leur église principale est située à Acre, où ils ont tendance à prier séparément des autres maronites d’Israël.

## Église maronite en Israël

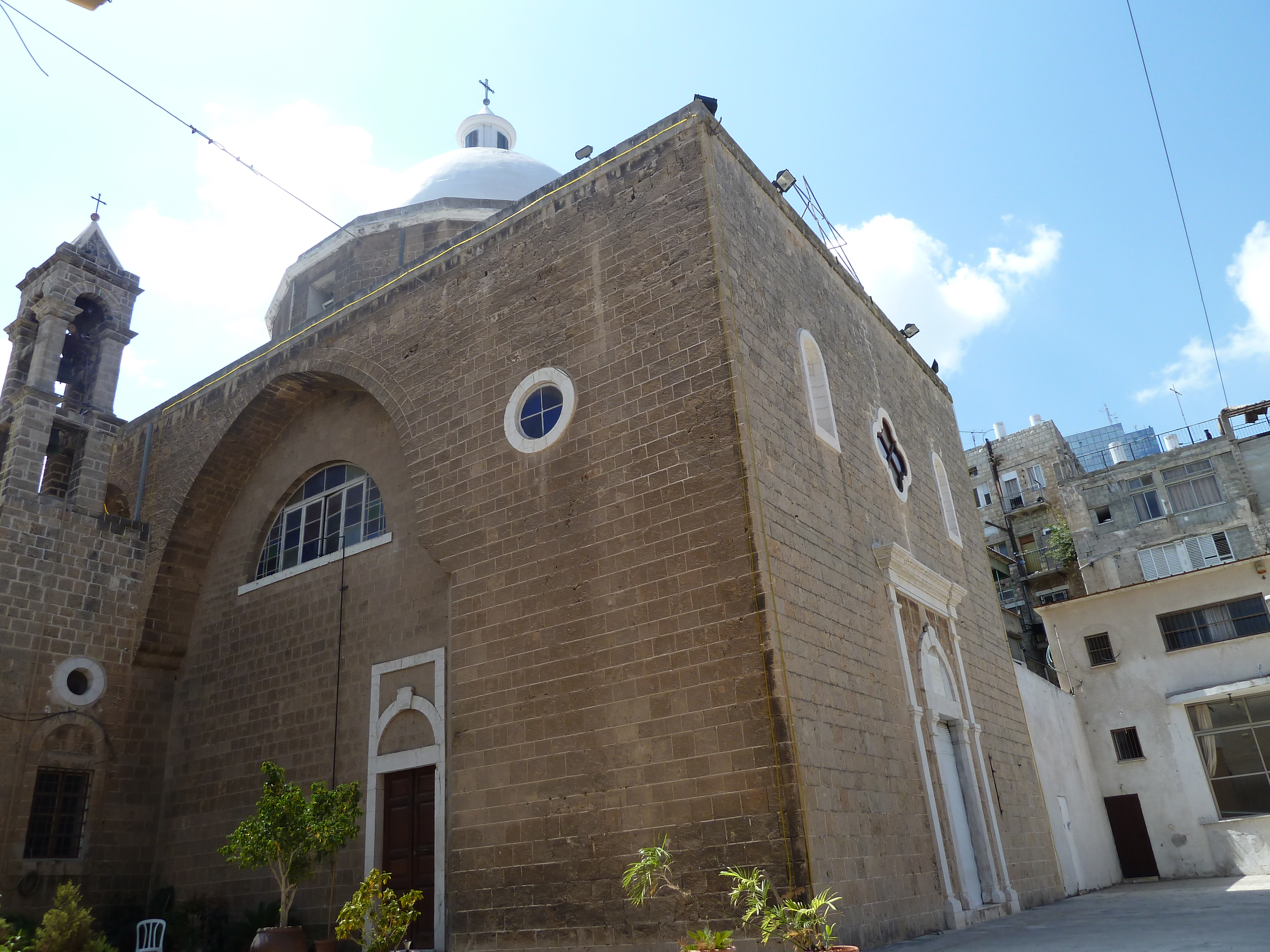
Cathédrale Saint-Louis-le-Roi, à Haïfa.

L’Église maronite est en communion formelle avec l’Église catholique romaine depuis 1182. Faisant partie des Églises catholiques orientales (Églises orientales de leur propre droit en communion avec l’Église catholique romaine, mais qui ont leur propre langue liturgique, leurs propres rites et droit canon), elle conserve sa propre liturgie, qui suit le rite maronite en syriaque. Le vicariat de Jérusalem du patriarche maronite date de 1895.
Les maronites d’Israël et des territoires occupés dépendent de l’archéparchie catholique maronite d’Haïfa et de Terre Sainte (en) ou de l’Exarchat patriarcal maronite de Jérusalem et de Palestine (en), les deux étant soumis au patriarche maronite d’Antioche. Depuis 1996, cette archéparchie et cet exarchat sont confiés à un seul évêque. L’actuel archevêque d’Haïfa et de Terre Sainte est Moussa El-Hage depuis 2012, qui a succédé à Paul Nabil El-Sayah. Entre 1906 et 1996, le territoire dépendait de l’archéparchie de Tyr, Jérusalem étant desservie par un vicaire patriarcal.
Selon l’annuaire pontifical de 2022, l’archéparchie d’Haïfa avait 10 000 fidèles en 2021, répartis en 6 paroisses desservies par 11 prêtres et 1 diacre. En 2020, l’exarchat maronite de Jérusalem comptait 504 fidèles, 3 paroisses, un seul prêtre et un diacre.

## Identité

### L’ethnie araméenne maronite

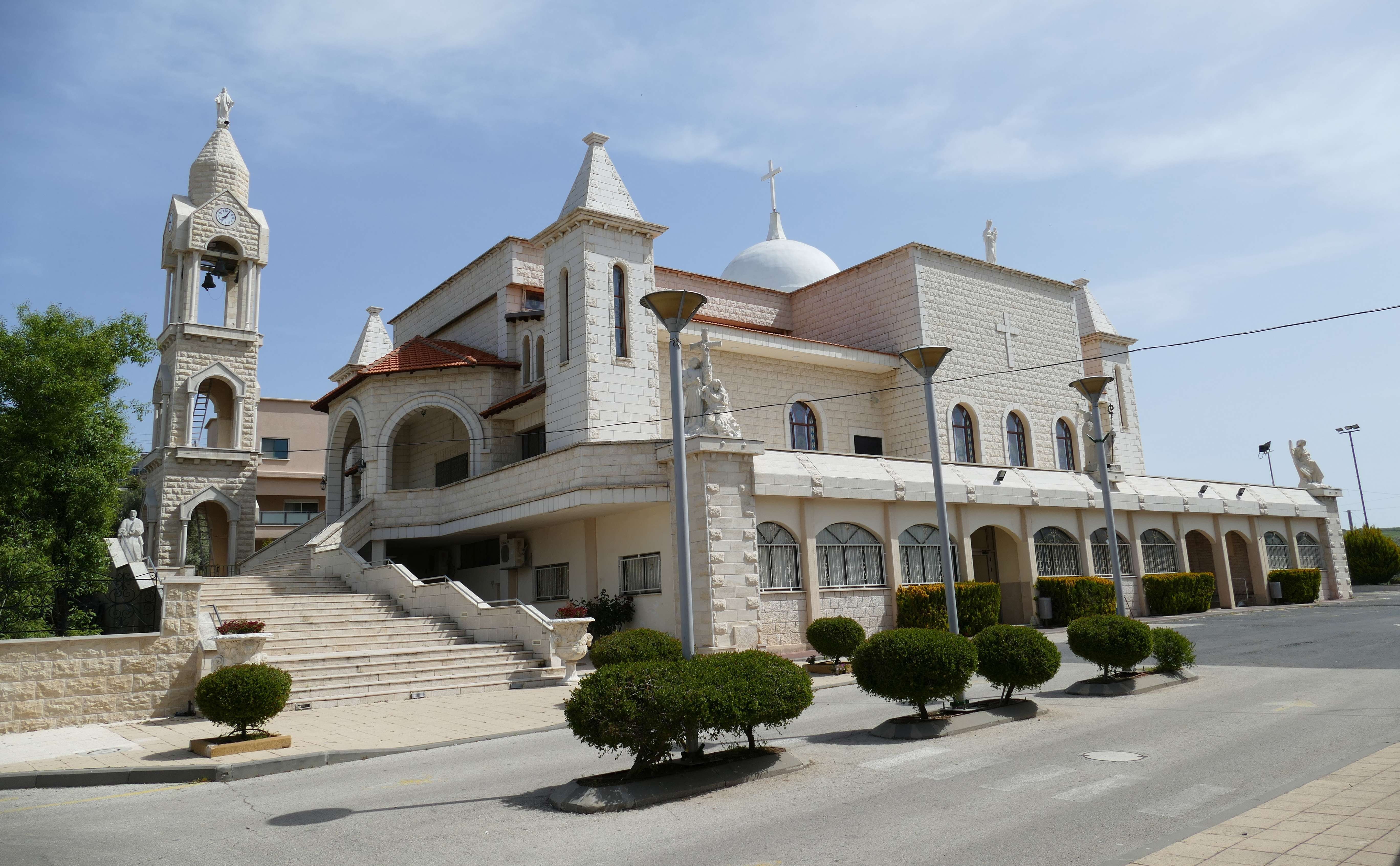
Église maronite de Maron à Jish, 2019.

D’après une étude sur l’identité maronite en Israël de l’université d'Haïfa, la plupart des maronites rejettent l’identité arabe pour une identité maronite ; de nombreux maronites de Jish se considèrent comme chrétiens maronites araméens.
En 2014, Israël décide de reconnaître officiellement cette identité ethnique, dans le cadre de sa classification ethnique de la population, en faisant ainsi une minorité nationale officielle, dont les membres peuvent s’enregistrer comme Araméens au lieu d’Arabes ou d’Autres. Les chrétiens qui choisissent d’être reconnus comme Araméens sont le plus souvent des maronites de Galilée, qui relient leur identité culturelle aux antiques Araméens.

### Langue
Les langues néo-araméennes furent les langues maternelles des maronites, jusqu’au XVIIe siècle, quand l’arabe a été choisi pour les remplacer. Le syriaque reste en usage, mais uniquement comme langue liturgique. En 2011, des militants ont entamé un processus de revitalisation linguistique pour le syriaque, l’enseignant à l’école primaire de Jish à leurs enfants, avec l’approbation du ministère israélien de l’Éducation. Le projet a été rapidement abandonné par l’école,.